# Burulori
Der Burulori oder Burolori (Charmosynopsis toxopei, Synonym: Charmosyna toxopei) ist eine seltene Papageienart aus der Gattung Charmosynopsis. Bis 2020 stand er in der Gattung der Zierloris (Charmosyna). Er ist auf der Molukkeninsel Buru endemisch. Das Artepitheton ehrt seinen Entdecker, den niederländischen Lepidopterologen Lambertus Johannes Toxopeus (1894–1951), der in den Jahren 1921 und 1922 die ersten sieben Exemplare sammelte.

## Merkmale
Der Burulori erreicht eine Größe von 16 cm. Die Flügellänge beträgt 83 bis 90 mm, die Schwanzlänge 65 bis 77 mm, die Schnabellänge 12 bis 13 mm und die Lauflänge 11 bis 12 mm. Die Oberseite ist grün, die Brust gelblich-grün. Zügel, Wangen und Ohrdecken sind leuchtend grün. Der Schnabel und die Beine sind orange. Der Vorderkopf ist grün mit einem hellblauen Stirnband. Auf den Innenfahnen der inneren Handschwingen verläuft eine gelbliche Binde. Die Schwanzunterseite ist gelblich. Die vier äußeren Steuerfedern weisen einen roten keilförmigen Fleck an der basalen Hälfte der Innenfahne auf. Beim Weibchen ist die Blaufärbung an der Stirn schwächer, dagegen ist die Binde an den Handschwingen kräftiger gelb gefärbt. Die immaturen Vögel sind dunkler und stumpfer gefärbt. Der Ruf des Buruloris besteht aus einem schrillen ti...ti...ti...ti...ti-ti-ti.

## Lebensraum und Lebensweise
Die Nahrung besteht aus Nektar und Pollen, den die Loris offenbar von Bäumen im Flachland sammeln. Einer ungeprüften Meldung zufolge soll es auch eine Beobachtung in einer Kokosnussplantage im Süden Burus in Meeresspiegelhöhe gegeben haben. Jüngste Beobachtungen von Charmosyna-Arten auf Buru stammen von Plantagen oder aus Sekundär- und Primärwäldern mit selektivem Holzeinschlag in Höhenlagen zwischen 600 und 1300 m, während die Typusexemplare in Höhenlagen zwischen 850 und 1000 m gefangen wurden. Anekdotische Informationen, die aus Befragungen mit Einheimischen gewonnen wurden, legen nahe, dass der Buru-Lori möglicherweise ein Bewohner der unteren Bergregion ist, der in manchen Jahren bis in die Küstenniederungen wandert. Der Burulori wurde paarweise beobachtet, häufiger werden offenbar Gruppen von bis zu zehn Individuen gebildet. Ferner legen die Befragungen mit den Einheimischen nahe, dass der Burulori während der beiden heißesten Jahreszeiten, im März und April und zwischen August und November, in die Tiefebene wandert. Der Flug ist geradeaus, aber nicht schnell. Während des Fluges werden die Steuerfedern so gespreizt, dass die roten Basisflecken erkennbar sind. Über sein Fortpflanzungsverhalten ist nichts bekannt.

## Status
Die IUCN klassifiziert den Burulori in die Kategorie „vom Aussterben bedroht“ (critically endangered). Seit seiner Entdeckung im Jahr 1921 gab es nur wenige Sichtungen, wobei erst die letzte im Jahr 2014 offiziell durch Fotos dokumentiert wurde. Lambertus Johannes Toxopeus sammelte im Juni 1921 bei Nal’Besi ein adultes Männchen und ein adultes Weibchen. Im Februar 1922 gelang Toxopeus bei Wa’Temun und Wa’Fehat der Fang von einem juvenilen Männchen und einem juvenilen Weibchen. Drei weitere Exemplare, ein juveniles Weibchen, ein adultes Weibchen und ein adultes Männchen, wurden zwischen 1921 und 1922 erlegt und anschließend in Alkohol konserviert. Danach blieb die Art verschollen, bis der Zoologe Fred Smiet im November 1980 von einer Sichtung in der Region von Teluk Bara an der Nordküste Burus berichtete. 1990 zweifelte Joseph Michael Forshaw diese Beobachtung an, und meinte, dass der von Smiet genannte Lebensraum (Küstengärten und Plantagen) eher auf den Schönlori (Charmosyna placentis) zuträfe. Forshaws Bemerkung stellte sich jedoch als Irrtum heraus, da der Schönlori gar nicht auf Buru vorkommt und seine Information von einem falschen Eintrag aus einem Werk von Adriaan Cornelis Valentin van Bemmel stammt. Im Dezember 1989 soll es Beobachtungen von vier Exemplaren an der Westseite des Danau Rana gegeben haben, die jedoch nicht bestätigt sind. Eine weitere Sichtung im selben Zeitraum von zwei Schwärmen zu je sechs beziehungsweise fünf Vögeln bei Wafawel ist ebenfalls unbestätigt. In den 1990er Jahren wurden Bewohner Burus über den Burulori befragt. Diejenigen, die am Westufer des Danau Rana leben, kennen den Vogel unter dem Namen „utu papua“. Ferner gaben sie an, dass er sich vom Pollen und Nektar der Baumblüten ernährt und dass er am häufigsten in den Bergen zwischen ihren Dörfern und dem Danau Rana vorkommt, nicht weit davon entfernt, wo Toxopeus in den 1920er Jahren die Typusexemplare gesammelt hatte. Ende 1995 und 2011 gab es zwei gescheiterte Versuche, den Burulori wiederzuentdecken. Im November 2014 erfolgte die offiziell bestätigte Wiederentdeckung, als es einem Team von Vogelbeobachtern, einschließlich des Ornithologen Craig R. Robson, vom britischen Ökotourismusunternehmens BirdQuest erstmals gelang, zwei Exemplare zu fotografieren. Im Dezember 2014 sichtete der Vogelbeobachter James A. Eaton vier weitere Exemplare.
BirdLife International schätzt den Bestand auf 70 bis 400 Exemplare. Die Gefährdungsursachen sind bisher kaum erforscht. Es finden zwar Rodungen statt, die den Lebensraum gefährden könnten, die ausgedehnten Bergwälder sind jedoch weitgehend ungestört. Bis zum Jahr 2000 stand der Burulori in der IUCN-Kategorie „gefährdet“ (vulnerable).